# Machete Empire Records
Machete Empire Records è un'etichetta discografica indipendente italiana, con sede a Milano, specializzata in musica Hip hop e fondata nel 2012 da Salmo, DJ Slait, Enigma e Hell Raton.

## Storia
L'idea nasce nell'estate del 2012 come evoluzione della Machete Productions; i primi due mixtape realizzati sono stati Machete Mixtape e Bloody Vinyl Mixtape, i quali racchiudono una serie di brani che vedono la partecipazione dei fondatori dell'etichetta (Enigma, Salmo, Hell Raton e DJ Slait) nonché la partecipazione di MadMan e di Nitro. Ma è solo alla fine dello stesso anno che l'etichetta indipendente esce dall'ascolto di nicchia e incomincia a essere commercializzata grazie al mixtape Machete Mixtape Vol II. Quest'ultimo disco è una combinazione di brani che vedono non solo la partecipazione di tutto il gruppo Machete ma anche la collaborazione di beatmaker, come Fritz da Cat e rapper come Bassi Maestro. Tra gli altri artisti che hanno partecipato alla realizzazione del mixtape vanno ricordati Jack the Smoker, Clementino, Mezzosangue, Rocco Hunt e Gemitaiz.
Nel 2013 la Machete Empire Records ha finanziato e realizzato il primo EP solista di Enigma, intitolato Rebus EP; nello stesso anno, l'etichetta finanzia la produzione del primo album solista di Nitro, intitolato Danger. Nel 2014 è stato pubblicato il primo album solista Enigma, intitolato Foga; nello stesso anno Salmo ha annunciato l'abbandono dalla Tanta Roba, rivelando che il quarto album in studio verrà pubblicato proprio sotto la Machete Empire Records.
Il 5 agosto 2014 è stata annunciata la raccolta Machete Mixtape III, pubblicata il 23 settembre. Ad anticipare la raccolta sono stati due brani di Salmo, La bestia in me e Venice Beach (per il quale è stato realizzato un videoclip), e Non sopporto di Nitro, Salmo e Jack the Smoker, pubblicato il 15 settembre 2014.
Dopo il mixtape, i vari componenti del collettivo hanno realizzato e pubblicato i propri album da solista. Nel 2015 è uscito infatti l’album Suicidol di Nitro, successivamente, nel 2016 sono usciti gli album Hellvisback di Salmo e Jack uccide di Jack the Smoker. Durante lo stesso anno il collettivo ha avuto rinnovamenti continui, iniziando dalle uscite di Enigma e Kill Mauri e dalle entrate di Axos e Dani Faiv. Inoltre avviene la fondazione della 333 Mob da parte di Kidd e Slait mettendo nel roster Lazza (uscito dalla Blocco Recordz) e Zuno per l'aspetto musicale e Moab per l'aspetto grafico.
Durante il 2017 l'etichetta ha distribuito gli album Zzala di Lazza, The Waiter di Dani Faiv e Anima Mea di Axos. L'anno successivo l'etichetta ha pubblicato No Comment di Nitro e annunciato l'uscita di Axos, il quale pubblicò poco tempo prima l'EP Anima Mea. Verso luglio Dani Faiv ha pubblicato il secondo album Fruit Joint, mentre ad agosto Zuno è uscito dalla 333 Mob, rimasta con i soli Lazza e Moab; successivamente Slait ha curato la direzione artistica dei lavori del rapper e produttore Thasup e della rapper Beba, mentre Salmo ha pubblicato Playlist. Verso la fine di dicembre è stata annunciata la riedizione di Fruit Joint di Dani Faiv dal titolo Fruit Joint + Gusto, comprensivo di ulteriori dieci brani inediti.
Il 1º marzo 2019 Lazza ha pubblicato l'album Re Mida e nei mesi successivi il collettivo si è riunito per la realizzazione del quarto mixtape. Uscito il 6 luglio, Machete Mixtape 4 presenta tutti i componenti della crew e le partecipazioni di Fabri Fibra, Marracash, Gemitaiz, Ghali, Izi e Tedua. Dall'aprile del 2019, inoltre, l'etichetta è entrata nel mondo dei videogiochi con il progetto Machete Gaming.
Il 9 marzo 2021 l'etichetta ha annunciato l'uscita di Dani Faiv.